# А (паровоз)
Паровоз А — российский пассажирский паровоз. Был создан конструкторами Владикавказской железной дороги, как альтернатива паровозу Н из-за убеждения многих специалистов в том, что у пассажирского паровоза должны быть две бегунковые оси, а не одна. Первый заказ Коломенскому машиностроительному заводу был сделан на шесть паровозов типа 2-3-0, которые были построены в 1892 году. Они имели двухцилиндровую машину компаунд, кулисный парораспределительный механизм Джоя и движущие колёса диаметром 1830 мм; масса паровоза в рабочем состоянии составляла 60,3 т, сцепная масса — 39,6 т; конструкционная скорость была установлена 100 км/ч. Указанные паровозы, обозначенные первоначально дорогой П41-П46, потом по системе 1900 г. П241-П246, в 1912 г. получили обозначение серии Ая. У этих паровозов были четырёхосные тендеры с баками для воды объёмом 19,4 м3, как и у товарных паровозов серии О той же дороги. Модернизирован с участием конструктора В. И. Лопушинского в 1894 году. В эксплуатации паровоз А уступал Н по быстроходности и экономичности, из-за чего получил меньшее распространение. С 1920-х заменялся паровозами серий Б и С.